# كرد كندي (زنجان)
كرد كندي (بالفارسية: کردکندی) قرية تقع في مقاطعة زنجان في إيران، بلغ عدد سكانها 322 نسمة حسب إحصاء عام 2006.